# Ondine (Schauspieler)
Ondine, eigentlich Robert Xavier Francis Peter Michael Olivo (* 16. Juni 1937 in Queens, New York; † 1. Januar 1989 ebenda) war ein US-amerikanischer Schauspieler und einer von Andy Warhols Superstars.

## Leben
Kennengelernt hat Robert Olivo den Pop-Art-Künstler Warhol angeblich schon 1961 oder 1962 bei einer Homosexuellen-Orgie in New York. Sein Pseudonym „Ondine“ erhielt er von Freunden beim Baden im Meer, denen er als „Nixe Undine“ erschien.
Seit 1964 gehörte Ondine zum inneren Zirkel der Warhol-Mitarbeiter und war täglicher Besucher der Factory. Besonders befreundet war er mit dem Fotografen Billy Name, mit dem er die Vorliebe für aufputschende Drogen (Speed) teilte. Der erste Film, in dem Ondine auftrat, ist Couch, wo er als Teilnehmer an diversen, von mehr oder weniger nackten Schauspielern dargestellten Petting-Szenen zu sehen ist.
International bekannt wurde Olivo durch seine Rolle als „Pope Ondine“ in Chelsea Girls, wo er eine längere Sequenz bestreitet. Sicht- und hörbar berauscht von Amphetaminen, entspinnt er einen aggressiven Monolog, macht dabei seine Filmpartnerin Rona Page systematisch fertig und verprügelt sie. Der letzte von insgesamt acht Warhol-Filmen, in denen er mitwirkte, war ein Porträt seiner selbst: The Loves Of Ondine. Hier spielt er einen Schwulen, der vergeblich versucht, „straight“ (heterosexuell) zu werden. 
Seine Non-Stop-Wortkaskaden, von Warhol mit dem Tonbandgerät mitgeschnitten, bilden die Grundlage für Warhols Roman A: A Novel (A: Ein Roman), der 1968 erschien (wobei „A“ für Amphetamin steht). Wegen seiner sich verschlimmernden Aggressivität gegenüber anderen Mitgliedern der Factory, insbesondere Frauen, wurde er schließlich 1968 aus dem Kreis der „Superstars“ entlassen.
Ondine gehörte zum Kreis der „Mole People“ um Warhols Factory (Maulwurfsvolk, weil sie sich nur nachts bewegten und das Tageslicht scheuten). Diese Gruppe von Männern und Frauen, zu denen auch Brigid Berlin und Mary Woronov gehörten, nahmen große Mengen aufputschender Drogen (meistens Amphetamine), die ihren gesamten Tagesrhythmus bestimmten. Der jahrelange Missbrauch dieser Substanzen führte schließlich dazu, dass Ondine an Leberversagen starb.

## Filmografie
- 1964: Couch
- 1964: Batman Dracula
- 1964: Raw Weekend
- 1965: Vinyl, als „Scum Baby“
- 1965: Horse
- 1966: Chelsea Girls, als „Pope Ondine“
- 1967: Imitation Of Christ, als „Father“
- 1967: ★★★★ (Four Stars), als „Father/Ebenezer Scrooge“
- 1968: The Loves Of Ondine
- 1972: S.P.Q.R., als Ondine